# Lista de coroações de monarcas britânicos
Esta é uma lista por data das coroações dos monarcas britânicos desde o século X até o presente.

## Monarcas da Inglaterra (900–1603)
| Monarca                  | Consorte              | Data de adesão                                                   | Data da coroação                                                                                    | Clérigo presidente                                                |
| ------------------------ | --------------------- | ---------------------------------------------------------------- | --------------------------------------------------------------------------------------------------- | ----------------------------------------------------------------- |
| Eduardo, o Velho         |                       | 26 de outubro de 899                                             | Domingo de Pentecostes, 8 de junho de 900 Kingston upon Thames                                      | Plegmund, Arcebispo da Cantuária                                  |
| Etelstano                |                       | 17 de julho de 924                                               | 4 de setembro de 925 Kingston upon Thames                                                           | Etelmo, Arcebispo da Cantuária                                    |
| Edmundo I                |                       | 27 de outubro de 939                                             | Possivelmente 1º de dezembro de 939 Kingston upon Thames                                            | Oda, Arcebispo da Cantuária                                       |
| Edredo                   |                       | 26 de maio de 946                                                | 16 de agosto de 946 Kingston upon Thames                                                            | Oda, Arcebispo da Cantuária                                       |
| Eduíno                   |                       | 23 de novembro de 955                                            | 26 de janeiro de 956 Kingston upon Thames                                                           | Oda, Arcebispo da Cantuária                                       |
| Edgar                    | Elfrida               | 1º de outubro de 959                                             | Domingo de Pentecostes, 11 de maio de 973 Abadia de Bath                                            | Dunstano, Arcebispo da Cantuária                                  |
| Eduardo, o Mártir        |                       | 8 de julho de 975                                                | Agosto de 975 Kingston upon Thames                                                                  | Dunstan, Arcebispo da Cantuária e Oswaldo, Arcebispo de Iorque    |
| Etelredo, o Despreparado |                       | 18 de março de 978                                               | Abril de 978 Kingston upon Thames                                                                   | Dunstan, Arcebispo da Cantuária e Oswaldo, Arcebispo de Iorque    |
| Edmundo Braço de Ferro   |                       | 23 de abril de 1016                                              | 25 de abril de 1016 Antiga Catedral de São Paulo                                                    | Lyfing, Arcebispo da Cantuária                                    |
| Canuto II                |                       | 30 de novembro de 1016                                           | Possivelmente janeiro de 1017 Antiga Catedral de São Paulo                                          | Lyfing, Arcebispo da Cantuária                                    |
| Hardacanuto              |                       | 17 de março de 1040                                              | Possivelmente junho de 1040 Catedral de Cantuária                                                   | Eadsige, Arcebispo da Cantuária                                   |
| Eduardo, o Confessor     |                       | 8 de junho de 1042                                               | Páscoa, 3 de abril de 1043 Old Minster (Winchester)                                                 | Eadsige, Arcebispo da Cantuária                                   |
|                          | Edite de Wessex       |                                                                  | Janeiro de 1045 Old Minster, Winchester                                                             | Eadsige, Arcebispo da Cantuária                                   |
| Haroldo II               |                       | 5 de janeiro de 1066                                             | Sábado, 6 de janeiro de 1066 provavelmente na Abadia de Westminster                                 | Aldredo, Arcebispo de Iorque ou Estigando, Arcebispo da Cantuária |
| Guilherme I - artigo     | [ a ]                 | Nov-Dez de 1066                                                  | Natal, Segunda-feira, 25 de dezembro de 1066                                                        | Aldredo, Arcebispo de Iorque                                      |
| [ b ]                    | Matilde de Flandres   |                                                                  | Domingo, 11 de maio de 1068                                                                         | Aldredo, Arcebispo de Iorque                                      |
| Guilherme II             | [ c ]                 | 9 de setembro de 1087                                            | Domingo, 26 de setembro de 1087                                                                     | Lanfranco, Arcebispo da Cantuária                                 |
| Henrique I               | [ d ]                 | 2 de agosto de 1100                                              | Domingo, 5 de agosto de 1100                                                                        | Maurício, Bispo de Londres                                        |
| [ b ]                    | Matilde da Escócia    | 11 de novembro de 1100 casamento                                 | Domingo, 11 de novembro de 1100                                                                     | Anselmo, Arcebispo da Cantuária                                   |
| [ b ]                    | Adeliza de Lovaina    | 24 de janeiro de 1121 casamento                                  | Domingo, 30 de janeiro de 1121                                                                      | Ralph d'Escures, Arcebispo da Cantuária                           |
| Estêvão                  | [ a ]                 |                                                                  | Dia de Santo Estêvão Quinta-feira, 26 de dezembro de 1135                                           | Guilherme de Corbeil, Arcebispo da Cantuária                      |
| [ b ]                    | Matilde de Bolonha    |                                                                  | Domingo, 22 de março de 1136                                                                        | ?                                                                 |
| Henrique II              | Leonor da Aquitânia   | 25 de outubro de 1154                                            | Domingo, 19 de dezembro de 1154                                                                     | Teobaldo de Bec, Arcebispo da Cantuária                           |
| Henrique, o Jovem        | [ d ]                 |                                                                  | Domingo, 14 de junho de 1170                                                                        | Roger de Pont L'Évêque, Arcebispo de Iorque                       |
| Henrique, o Jovem        | Margarida de França   |                                                                  | Domingo, 27 de agosto de 1172 Catedral de Winchester                                                | Rotrou, Arcebispo de Ruão                                         |
| Ricardo I                | [ d ]                 | 6 de julho de 1189                                               | Domingo, 3 de setembro de 1189                                                                      | Balduíno de Forde, Arcebispo da Cantuária                         |
| [ b ]                    | Berengária de Navarra | 12 de maio de 1191 casamento                                     | Domingo, 12 de maio de 1191 Reino do Chipre                                                         |                                                                   |
| João                     | [ d ]                 | 6 de abril de 1199                                               | Dia da Ascensão, Quinta-feira, 27 de maio de 1199                                                   | Hubert Walter, Arcebispo da Cantuária                             |
| [ b ]                    | Isabel de Angolema    | 24 de agosto de 1200 casamento                                   | Domingo, 8 de outubro de 1200                                                                       | Hubert Walter, Arcebispo da Cantuária                             |
| Henrique III             | [ d ]                 | 19 de outubro de 1216                                            | Sexta-feira, 28 de outubro de 1216 Igreja de São Pedro em Gloucester (atual Catedral de Gloucester) | Cardeal Guala Bicchieri ou Pedro das Rochas, Bispo de Winchester  |
| Henrique III             | [ d ]                 | 19 de outubro de 1216                                            | Domingo, 17 de maio de 1220                                                                         | Stephen Langton, Arcebispo da Cantuária                           |
| [ b ]                    | Leonor da Provença    | 14 de janeiro de 1236 casamento                                  | Domingo, 20 de janeiro de 1236                                                                      | Edmund Rich, Arcebispo da Cantuária                               |
| Eduardo I                | Leonor de Castela     | 16 de novembro de 1272                                           | Domingo, 19 de agosto de 1274                                                                       | Robert Kilwardby, Arcebispo da Cantuária                          |
| Eduardo II               | Isabel da França      | 7 de julho de 1307                                               | Domingo, 25 de fevereiro de 1308                                                                    | Henry Woodlock, Bispo de Winchester                               |
| Eduardo III              | [ d ]                 | 20 de janeiro de 1327                                            | Domingo, 1º de fevereiro de 1327                                                                    | Walter Reynolds, Arcebispo da Cantuária                           |
| [ b ]                    | Filipa de Hainault    | 24 de janeiro de 1328 casamento                                  | Domingo, 18 de fevereiro de 1330                                                                    | Simon Mepeham, Arcebispo da Cantuária                             |
| Ricardo II               | [ d ]                 | 21 de junho de 1377                                              | Quinta-feira, 16 de julho de 1377                                                                   | Simon Sudbury, Arcebispo da Cantuária                             |
| [ b ]                    | Ana da Boêmia         | 20 de janeiro de 1382 casamento                                  | Quinta-feira, 22 de janeiro de 1382                                                                 | William Courtenay, Arcebispo da Cantuária                         |
| [ b ]                    | Isabel de Valois      | 1º de novembro de 1396 casamento                                 | Segunda-feira, 8 de janeiro de 1397                                                                 | Thomas Arundel, Arcebispo da Cantuária                            |
| Henrique IV              | [ d ]                 | 30 de setembro de 1399                                           | Dia de Santo Eduardo, Segunda-feira, 13 de outubro de 1399                                          | Thomas Arundel, Arcebispo da Cantuária                            |
| [ b ]                    | Joana de Navarra      | 7 de fevereiro de 1403 casamento                                 | Segunda-feira, 26 de fevereiro de 1403                                                              | Thomas Arundel, Arcebispo da Cantuária                            |
| Henrique V               | [ d ]                 | 20 de março de 1413                                              | Domingo da Paixão, Domingo, 9 de abril de 1413                                                      | Thomas Arundel, Arcebispo da Cantuária                            |
| [ b ]                    | Catarina de Valois    | 2 de junho de 1420 casamento                                     | Domingo, 23 de fevereiro de 1421                                                                    | Henry Chichele, Arcebispo da Cantuária                            |
| Henrique VI              | [ d ]                 | 31 de agosto de 1422                                             | Domingo, 6 de novembro de 1429                                                                      | Henry Chichele, Arcebispo da Cantuária                            |
| Henrique VI              | [ d ]                 | 21 de outubro de 1422                                            | Domingo, 16 de dezembro de 1431 como Rei da França Notre Dame de Paris                              | Henrique Beaufort, Bispo de Winchester                            |
| [ b ]                    | Margarida de Anjou    | 23 de abril de 1445 casamento                                    | Domingo, 30 de maio de 1445                                                                         | John Stafford, Arcebispo da Cantuária                             |
| Eduardo IV               | [ d ]                 | 4 de março de 1461                                               | Domingo, 28 de junho de 1461                                                                        | Thomas Bourchier, Arcebispo da Cantuária                          |
| [ b ]                    | Isabel Woodville      | 1º de maio de 1464 casamento                                     | Domingo, 26 de maio de 1465                                                                         | Thomas Bourchier, Arcebispo da Cantuária                          |
| Ricardo III              | Ana Neville           | 25 de junho de 1483                                              | Domingo, 6 de julho de 1483                                                                         | Thomas Bourchier, Arcebispo da Cantuária                          |
| Henrique VII             | [ d ]                 | 22 de agosto de 1485                                             | Domingo, 30 de outubro de 1485                                                                      | Thomas Bourchier, Arcebispo da Cantuária                          |
| [ b ]                    | Isabel de Iorque      | 18 de janeiro de 1486                                            | Domingo, 25 de novembro de 1487                                                                     | John Morton, Arcebispo da Cantuária                               |
| Henrique VIII - artigo   | Catarina de Aragão    | 21 de abril de 1509 (Rei) 11 de junho de 1509 (Rainha) casamento | Domingo, 24 de junho de 1509                                                                        | William Warham, Arcebispo da Cantuária                            |
| [ b ]                    | Ana Bolena- artigo    | 28 de maio de 1533 casamento                                     | Domingo, 1º de junho de 1533                                                                        | Thomas Cranmer, Arcebispo da Cantuária                            |
| Eduardo VI - artigo      | [ c ]                 | 28 de janeiro de 1547                                            | Domingo, 20 de fevereiro de 1547                                                                    | Thomas Cranmer, Arcebispo da Cantuária                            |
| Maria I - artigo         | [ e ]                 | 19 de julho de 1553                                              | Domingo, 1º de outubro de 1553                                                                      | Stephen Gardiner, Bispo de Winchester                             |
| Isabel I - artigo        | [ c ]                 | 17 de novembro de 1558                                           | Domingo, 15 de janeiro de 1559                                                                      | Owen Oglethorpe, Bispo de Carlisle                                |

## Monarcas da Escócia (1057–1651)
| Monarca            | Consorte                  | Data da posse ou coroação                             | Local                            | Clérigo presidente                                  |
| ------------------ | ------------------------- | ----------------------------------------------------- | -------------------------------- | --------------------------------------------------- |
| Lulaco             |                           | 8 de setembro de 1057                                 | Abadia de Scone                  | ?                                                   |
| Malcolm III        |                           | 25 de abril de 1058?                                  | Scone, Perth e Kinross           | ?                                                   |
| David I            | Matilde de Huntingdon     | Abril ou maio de 1124                                 | Abadia de Scone                  | Possivelmente Gregório, Bispo de Dunkeld            |
| Malcolm IV         | [ d ]                     | Quarta-feira, 27 de maio de 1153                      | Abadia de Scone                  | Possivelmente Roberto de Scone, Bispo de St Andrews |
| Guilherme I        | [ d ]                     | Sexta-feira, 24 de dezembro de 1165                   | Abadia de Scone                  | Ricardo, o Capelão, Bispo de St Andrews             |
| Alexandre II       | [ d ]                     | Sábado, 6 de dezembro de 1214                         | Abadia de Scone                  | Guilherme de Malveisin, Bispo de St Andrews         |
| Alexandre III      | [ d ]                     | Quarta-feira, 4 de setembro de 1241                   | Abadia de Scone                  | David de Bernham, Bispo de St Andrews               |
| João (Balliol)     | Isabela de Warenne        | Domingo, 30 de novembro de 1292                       | Abadia de Scone                  | William Fraser, Bispo de St Andrews                 |
| Roberto I          | Isabel de Burgh           | Domingo, 27 de março de 1306                          | Abadia de Scone                  | Nenhum bispo presente                               |
| David II           | Joana de Inglaterra       | Domingo, 24 de novembro de 1331                       | Abadia de Scone                  | James Bane, Bispo de St Andrews                     |
| Roberto II         | Eufêmia de Ross           | Quarta-feira, 26 de março de 1371                     | Abadia de Scone                  | Guilherme de Landall, Bispo de St Andrews           |
| Roberto III        | Anabela Drummond          | Quinta-feira, 18 de agosto de 1390                    | Abadia de Scone                  | Walter Trail, Bispo de St Andrews                   |
| Jaime I            | [ d ]                     | Terça-feira, 2 de maio ou Domingo, 21 de maio de 1424 | Abadia de Scone                  | Henry Wardlaw, Bispo de St Andrews                  |
| Jaime II           | [ d ]                     | Terça-feira, 25 de março de 1437                      | Abadia de Holyrood               | Michael Ochiltree, Bispo de Dunblane                |
| Jaime III          | [ d ]                     | Domingo, 10 de agosto de 1460                         | Abadia de Kelso                  | James Kennedy, Bispo de St Andrews                  |
| Jaime IV           | [ d ]                     | Terça-feira, 24 de junho de 1488                      | Abadia de Scone                  | William Scheves, Arcebispo de St Andrews            |
| Jaime V            | [ d ]                     | Quarta-feira, 21 de setembro de 1513                  | Capela Real, Castelo de Stirling | James Beaton, Arcebispo de Glasgow                  |
| [ b ]              | Maria de Guise            | Domingo, 22 de fevereiro de 1540                      | Abadia de Holyrood               | David Beaton, Arcebispo de St Andrews               |
| Maria I            | [ e ]                     | Domingo, 9 de setembro de 1543                        | Capela Real, Castelo de Stirling | John Hamilton, Arcebispo de St Andrews              |
| Jaime VI - artigo  | [ d ]                     | Terça-feira, 29 de julho de 1567                      | Igreja da Santa Cruz de Stirling | Adam Bothwell, Bispo de Orkney                      |
| [ b ]              | Ana da Dinamarca - artigo | Domingo, 17 de maio de 1590, O.S.                     | Abadia de Holyrood               | Adam Bothwell, Bispo de Orkney                      |
| Carlos I           | [ f ]                     | Terça-feira, 18 de junho de 1633, O.S.                | Abadia de Holyrood               | John Spottiswoode, Arcebispo de St Andrews          |
| Carlos II - artigo | [ d ]                     | Quarta-feira, 1º de janeiro de 1651, O.S.             | Abadia de Scone                  | Archibald Campbell, 1.º Marquês de Argyll           |

## Monarcas da Inglaterra, Irlanda e Escócia (1603–1707)
A partir de 1603, a Inglaterra, a Irlanda e a Escócia foram pessoalmente unidas sob o mesmo governante (ver União pessoal).
| Monarca                       | Consorte               | Data de adesão                                                                | Tempo intervindo   | Data da coroação                                                   | Clérigo presidente                       |
| ----------------------------- | ---------------------- | ----------------------------------------------------------------------------- | ------------------ | ------------------------------------------------------------------ | ---------------------------------------- |
| Jaime VI e I - artigo         | Ana da Dinamarca       | 24 de março de 1602/1603, O.S.                                                | 4 meses e 1 dia    | Dia de São Tiago, Segunda-feira, 25 de julho de 1603, O.S.         | John Whitgift, Arcebispo da Cantuária    |
| Carlos I                      | [ i ]                  | 27 de março de 1625, O.S.                                                     | 10 meses e 6 dias  | Dia da Candelária, Quinta-feira, 2 de fevereiro de 1625/1626, O.S. | George Abbot, Arcebispo da Cantuária     |
| Carlos II                     | [ d ]                  | 30 de janeiro de 1648/1649, O.S. (de jure) 8 de maio de 1660, O.S. (de facto) | 11 meses e 15 dias | Dia de São Jorge, Terça-feira, 23 de abril de 1661, O.S.           | William Juxon, Arcebispo da Cantuária    |
| Jaime II e VII                | Maria de Módena        | 6 de fevereiro de 1684/1685, O.S.                                             | 2 meses e 17 dias  | Dia de São Jorge, Quinta-feira, 23 de abril de 1685, O.S.          | William Sancroft, Arcebispo da Cantuária |
| Guilherme III e II e Maria II | (reinou conjuntamente) | 13 de fevereiro de 1688/1689, O.S.                                            | 1 mês e 29 dias    | Quinta-feira, 11 de abril de 1689, O.S.                            | Henry Compton, Bispo de Londres          |
| Ana                           | [ j ]                  | 8 de março de 1701/1702, O.S.                                                 | 1 mês e 15 dias    | Dia de São Jorge, Quinta-feira, 23 de abril de 1702, O.S.          | Thomas Tenison, Arcebispo da Cantuária   |

## Monarcas da Grã-Bretanha e Irlanda (1707–1801)
| Monarca            | Consorte                        | Data de adesão                                                       | Tempo intervindo           | Data da coroação                          | Clérigo presidente                     |
| ------------------ | ------------------------------- | -------------------------------------------------------------------- | -------------------------- | ----------------------------------------- | -------------------------------------- |
| Jorge I            | [ k ]                           | 1º de agosto de 1714, O.S.                                           | 2 meses e 19 dias          | Quarta-feira, 20 de outubro de 1714, O.S. | Thomas Tenison, Arcebispo da Cantuária |
| Jorge II - artigo  | Carolina de Ansbach             | 11 de junho de 1727, O.S.                                            | 4 meses                    | Quarta-feira, 11 de outubro de 1727, O.S. | William Wake, Arcebispo da Cantuária   |
| Jorge III - artigo | Carlota de Meclemburgo-Strelitz | 25 de outubro de 1760 (Rei) 8 de setembro de 1761 (Rainha) casamento | 10 meses e 28 dias 14 dias | Terça-feira, 22 de setembro de 1761       | Thomas Secker, Arcebispo da Cantuária  |

## Monarcas do Reino Unido (1801–atualmente)
| Monarca               | Consorte                   | Data de adesão         | Tempo intervindo         | Data da coroação                    | Clérigo presidente                             |
| --------------------- | -------------------------- | ---------------------- | ------------------------ | ----------------------------------- | ---------------------------------------------- |
| Jorge IV - artigo     | [ l ]                      | 29 de janeiro de 1820  | 1 ano, 5 meses e 20 dias | Quinta-feira, 19 de julho de 1821   | Charles Manners-Sutton, Arcebispo da Cantuária |
| Guilherme IV - artigo | Adelaide de Saxe-Meiningen | 26 de junho de 1830    | 1 ano, 2 meses e 13 dias | Quinta-feira, 8 de setembro de 1831 | William Howley, Arcebispo da Cantuária         |
| Vitória - artigo      | [ e ] [ j ]                | 20 de junho de 1837    | 1 ano e 8 dias           | Quinta-feira, 28 de junho de 1838   | William Howley, Arcebispo da Cantuária         |
| Eduardo VII - artigo  | Alexandra da Dinamarca     | 22 de janeiro de 1901  | 1 ano, 6 meses e 18 dias | Sábado, 9 de agosto de 1902         | Frederick Temple, Arcebispo da Cantuária       |
| Jorge V - artigo      | Maria de Teck              | 6 de maio de 1910      | 1 ano, 1 mês e 16 dias   | Quinta-feira, 22 de junho de 1911   | Randall Davidson, Arcebispo da Cantuária       |
| Eduardo VIII - artigo | [ n ]                      | 20 de janeiro de 1936  | —                        | —                                   | —                                              |
| Jorge VI - artigo     | Isabel Bowes-Lyon          | 11 de dezembro de 1936 | 5 meses e 1 dia          | Quarta-feira, 12 de maio de 1937    | Cosmo Lang, Arcebispo da Cantuária             |
| Isabel II - artigo    | [ j ]                      | 6 de fevereiro de 1952 | 1 ano, 3 meses e 27 dias | Terça-feira, 2 de junho de 1953     | Geoffrey Fisher, Arcebispo da Cantuária        |
| Carlos III - artigo   | Camilla Shand              | 8 de setembro de 2022  | 7 meses e 28 dias        | Sábado, 6 de maio de 2023           | Justin Welby, Arcebispo da Cantuária           |

### Citações
1. ↑  «England: Anglo-Saxon Consecrations: 871–1066». www.archontology.org. Consultado em 28 de julho de 2010
2. ↑  Duncan, A. A. M. (30 de agosto de 2016). Kingship of the Scots, 842-1292: Succession and Independence. [S.l.]: Edinburgh University Press. ISBN 9781474415453 – via Google Books
3. ↑  Broun, Dauvit (20 de agosto de 2013). Scottish Independence and the Idea of Britain. [S.l.]: Edinburgh University Press. ISBN 9780748685202 – via Google Books
4. ↑  Duncan, A. A. M. (29 de julho de 2019). Acts of Robert I (1306-1329). [S.l.]: Edinburgh University Press. ISBN 9781474467896 – via Google Books